# Хосе Сантос Гвардіола
Хосе Сантос Гвардіола Бустільйо (1 листопада 1816 — 11 січня 1862) — президент Гондурасу упродовж двох термінів поспіль з 17 лютого 1856 до самої своєї смерті 11 січня 1862 року. Був єдиним президентом країни, якого убив власний охоронець.

## Життєпис
Його батьки, Естебан Гвардіола та Бібіана Бустільйо, були каталонськими шахтарями. Одружився з Аною де Арбісу, а одна з їхніх багатьох дочок, Геновьєва Гвардіола Арбісу, одружилась із першим президентом республіки Куба, Томасом Естрадою Пальмою.
Був обраний на пост президента Конгресом після усунення від влади Тринідада Кабаньяса. На другий термін його було обрано шляхом вільних виборів, на яких він легко здобув перемогу. Його адміністрація стала однією з найліберальніших в історії Гондурасу, незважаючи на його приналежність до Консервативної партії. Його уряд надав свободу пресі, гарантував право вибору та рухів. За його правління була гарантована особиста свобода, а також вдалось урегулювати відносини між державою та церквою.
Його гарні відносини з британцями допомогли розв'язати проблему повернення департаментів Іслас-де-ла-Байя та Ла-Москітія під юрисдикцію Гондурасу. Уклав угоду з королевою Вікторією, відповідно до якої Британія визнала суверенітет Гондурасу над зазначеними вище територіями доти, доки жителі островів мали свободу віросповідання. За це ворог Гвардіоли Мігель дель Сід, єпископ Комаягуа, відлучив його від церкви. Проте папа Пій IX скасував це рішення та призначив єпископом Гондурасу Хуана де Хесуса Сепеду.
Гвардіола боровся проти Вільяма Вокера, який прагнув до завоювання Центральної Америки, щоб мати джерело работоргівлі.